# Weidum
Weidum is een dorp in de gemeente Leeuwarden, in de Nederlandse provincie Friesland. Weidum ligt tussen Mantgum en de stad Leeuwarden, aan de voormalige zeedijk van de vroegere Middelzee, de Hegedyk. De Weidumervaart loopt door het dorp en ten oosten loopt de Zwette. In 2023 telde het dorp 540 inwoners.

## Geschiedenis
Het dorp is ontstaan op een terp. Deze terp is later voor het grootste deel afgegraven. In de 19e eeuw en vooral 20ste eeuw groeide Weidum buiten de terp tot een echt dorp.
In de 13e eeuw en in 1329 werd de plaats vermeld als Wedum, in 1402 als Weydem en in 1427 weer als Wedum. De plaatsnaam duidt op een nederzetting op de weiden.
Weidum maakte deel uit van de gemeente Baarderadeel tot deze gemeente op 1 januari 1984 opging in de nieuwe gemeente Littenseradeel. Per 1 januari 2018 maakt Weidum deel uit van de gemeente Leeuwarden.

## Beschermd dorpsgezicht

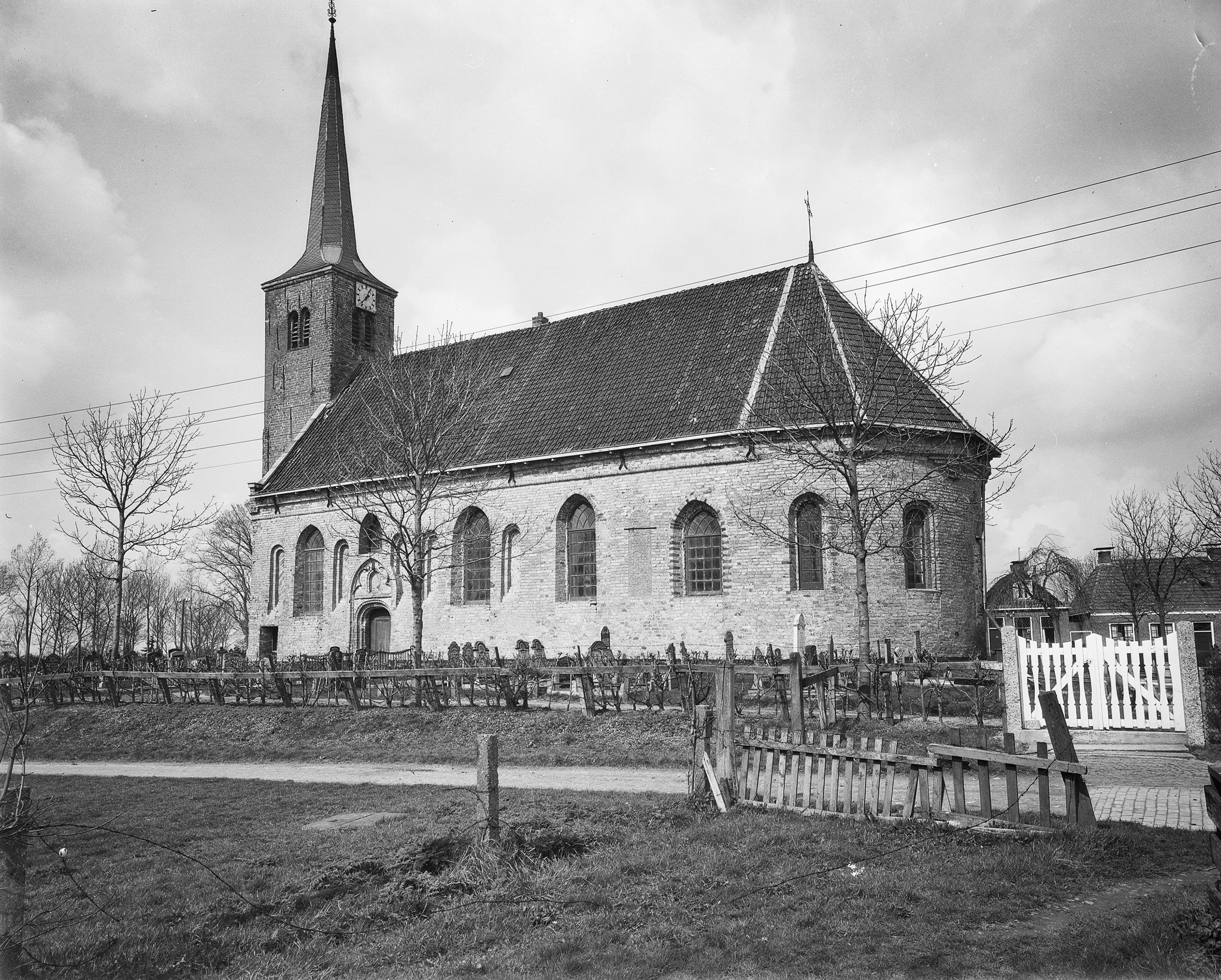
De Johanneskerk

Een deel van Weidum is een beschermd dorpsgezicht, een van de beschermde stads- en dorpsgezichten in Friesland. Verder zijn er in het dorp enkele rijksmonumenten.

## Kerk
De Johanneskerk staat op het restant van de terp. Deze dertiende-eeuwse kerk heeft een toren van tufsteen uit de elfde eeuw.

## Staten
Bij Weidum stonden vroeger verschillende staten. De laatste overgebleven daarvan was de Dekemastate, die op het einde van de 19e eeuw werd gesloopt. Hierbij behoorde ook een bos, dat na een storm in 1898 werd gekapt.

## Molens

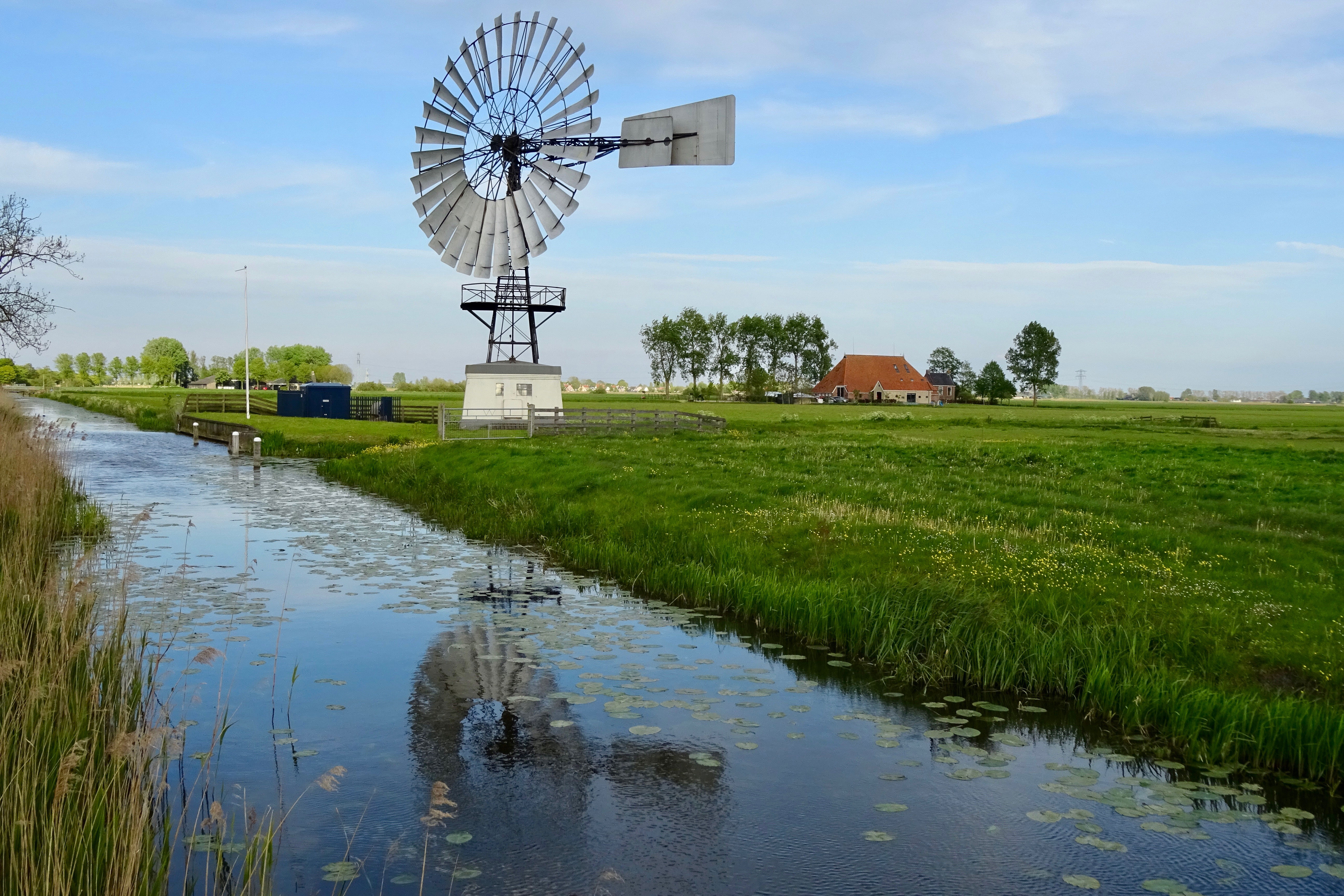
De Hercules windmotor Weidumermolen

Bij Weidum staan twee Amerikaanse windmotoren: de Weidumermolen, een Hercules Metallicus uit 1920 en de Borniamoune. Beide molens zijn erkend als rijksmonument.

## Sport
In Weidum wordt elk jaar de Frouljus PC georganiseerd, de belangrijkste kaatspartij voor dames. De door kaatsvereniging Nije Kriich georganiseerde wedstrijd wordt gehouden op de derde woensdag na de PC voor heren, meestal in de derde week van augustus.
Verder is er in Weidum een badmintonvereniging en in september vindt de Roekeloop plaats.

## Cultuur
Het dorp heeft een dorpshuis, Doarpshûs Weidum. Verder is er sinds 1898 de harmonie Weidum en de toneelvereniging Oefening en Vermaak. In oktober vindt het Oktoberfest Weidum plaats en tot en met 2017 was er jaarlijks de Roekrock.

## Onderwijs
Het dorp heeft een basisschool, met de naam It Pertoer.

## Geboren in Weidum
- Hanso Schotanus à Steringa Idzerda (1885-1944), ingenieur en radiopresentator
- Willem Hilbrand van Dobben (1907-1999), botanicus, ornitholoog en landbouwkundige
- Sietze de Groot (1917-1983), schaatser
- Jan Kingma (1927-2006), burgemeester
- Hessel Rienks (1932-2014), politicus
- Siebren Miedema (1949), hoogleraar
- Nynke Laverman (1980), Fries (fado)zangeres en actrice

## Overleden in Weidum
- Wybe Bernhardus Buma (1807-1848), jurist en bestuurder

## Openbaar vervoer
- Lijn 93: Sneek - Scharnegoutum - Deersum - Bozum - Oosterwierum - Mantgum - Jorwerd - Weidum - Beers - Jellum - Boksum - Leeuwarden